# Temporada 1914-1915 del RCD Espanyol
Dades de la Temporada 1914-1915 del RCD Espanyol.

## Fets Destacats
- 29 de novembre de 1914: En partit pel Campionat de Catalunya, Espanyol 15 - FC Català 0.
- 7 de març de 1915: Partit de desempat pel títol del Campionat de Catalunya, Espanyol 4 - Barcelona 0, amb gols de López (2), Tormo i Sampere.[4]
- 11 d'abril de 1915: Semifinals de la Copa d'Espanya: Espanyol 3 - Gimnástica de Madrid 2.
- 2 de maig de 1915: Final de la Copa d'Espanya: Athletic Club 5 - Espanyol 0.[4]
- 20 de juny de 1915: Final de la Copa Barcelona: Espanyol 2 - FC Barcelona 1.[4]
- Juny de 1915: Gira per Portugal: Benfica 2 - Espanyol 2, Benfica 1 - Espanyol 2 i Selecció de Lisboa 1 - Espanyol 4.[4][5]

## Resultats i Classificació

### Campionat de Catalunya
| Pos | Equip            | PJ | PG | PE | PP | GF | GC | DG  | Pts | Classificació |
| --- | ---------------- | -- | -- | -- | -- | -- | -- | --- | --- | ------------- |
| 1   | RCD Espanyol (C) | 9  | 8  | 0  | 1  | 38 | 5  | +33 | 16  | Campió        |
| 2   | FC Barcelona     | 9  | 8  | 0  | 1  | 24 | 6  | +18 | 16  |               |
| 3   | FC Espanya       | 9  | 7  | 0  | 2  | 21 | 5  | +16 | 14  |               |

### Copa d'Espanya
Finalista. A les semifinals vencé la Real Sociedad Gimnástica Española vencent en els dos partits (2-3 a Madrid, 3-0 a Barcelona). A la final fou derrotat per l'Athletic Club (5-0).

## Plantilla
| P   | Jugador                 | C. de Catalunya | C. de Catalunya | Copa d'Espanya | Copa d'Espanya |
| P   | Jugador                 | PJ              | G               | PJ             | G              |
| --- | ----------------------- | --------------- | --------------- | -------------- | -------------- |
| POR | Pere Gibert             | 9               | -5              | 3              | -7             |
| POR | Pere Ventura            | -               | -               | -              | -              |
| DEF | Santiago Massana        | 7               | -               | 3              | -              |
| DEF | Francesc Bru            | 7               | -               | 2              | -              |
| DEF | José Berrondo           | -               | -               | -              | -              |
| DEF | Goodlet                 | -               | -               | -              | -              |
| MIG | Fèlix de Pomés          | 8               | 2               | 3              | -              |
| MIG | Jordi Pueo              | 8               | -               | 2              | -              |
| MIG | Claudi Juanico          | 4               | -               | 2              | -              |
| MIG | Manuel Lemmel           | 3               | -               | 1              | -              |
| MIG | Lluís Blanco            | 2               | -               | -              | -              |
| MIG | Greenteck               | -               | -               | -              | -              |
| MIG | Manuel del Castillo     | -               | -               | -              | -              |
| MIG | Mariano Terrazas        | -               | -               | -              | -              |
| MIG | Dentith                 | -               | -               | -              | -              |
| MIG | Enrique Paredes         | -               | -               | -              | -              |
| DAV | Francesc Armet Pakan    | 9               | 5               | 3              | 2              |
| DAV | Josep Tormo             | 9               | 8               | 3              | 2              |
| DAV | Juanito López           | 9               | 6               | 3              | 1              |
| DAV | Emili Sampere           | 7               | 3               | 3              | -              |
| DAV | Felip Janer             | 6               | 3               | 3              | 1              |
| DAV | Higinio Blat            | 4               | -               | -              | -              |
| DAV | Enric Ponz              | 3               | -               | -              | -              |
| DAV | Amadeo Puig             | 2               | -               | 1              | -              |
| DAV | Francisco Cardona       | 1               | -               | -              | -              |
| DAV | Pedro Serrés            | 1               | -               | -              | -              |
| DAV | José María Usobiaga     | -               | -               | 1              | -              |
| DAV | José Dubé               | -               | -               | 1              | -              |
| DAV | Jesús Arribas           | -               | -               | -              | -              |
| DAV | Ramiro Ramírez          | -               | -               | -              | -              |
| DAV | Joan Ubach              | -               | -               | -              | -              |
| DAV | Francesc Xavier Barenys | -               | -               | -              | -              |
| DAV | Leopoldo Partington     | -               | -               | -              | -              |

Jugadors convidats
A començament de segle XX era molt habitual en el futbol que jugadors d'altres equips juguessin amb equips rivals en partits amistosos. A la Copa Barcelona es va permetre per reglament que cinc jugadors rivals reforcessin els clubs participants. A l'Espanyol els reforços foren Cabedo (que no disputà cap minut), Monistrol, Armet Kinké, González i Martinez. Altres jugadors reforçaren l'equip en partits amistosos.
| P   | Jugador            | Procedència          | Partits        |
| --- | ------------------ | -------------------- | -------------- |
| DEF | Rivera             | de l'Universitary SC | Amistós        |
| DEF | Manuel Amechazurra | del FC Barcelona     | Gira           |
| MIG | Pere Monistrol     | del CE Sabadell      | Copa Barcelona |
| MIG | Miquel Alemany     | de l'Universitary SC | Amistós        |
| MIG | Uriarte            | de l'Arenas de Getxo | Amistós        |
| DAV | Armet Kinké        | de l'Universitary SC | Copa Barcelona |
| DAV | Joaquín González   | del FC Internacional | Copa Barcelona |
| DAV | Vicenç Martínez    | del CE Europa        | Copa Barcelona |
| DAV | Armet Koki         | de l'Universitary SC | Amistós        |
| DAV | Antonio Morales    | del FC Barcelona     | Amistós        |